# Skendödspistol

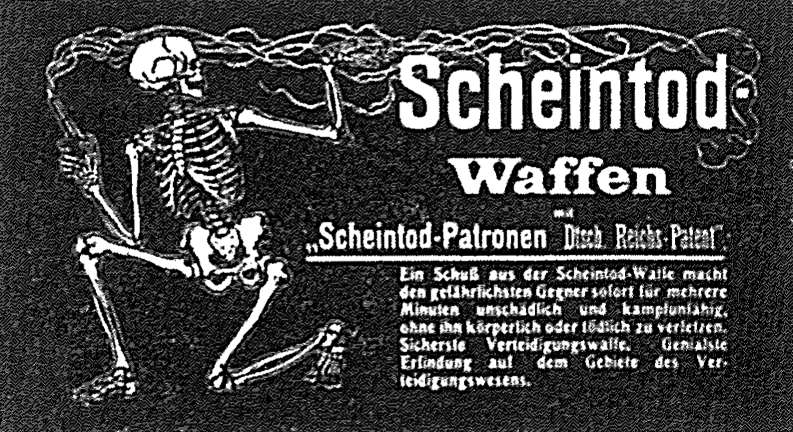
Reklam för ammunition till skendödspistoler.

En skendödspistol (av tyskans Scheintodpistole) är en kompakt två- eller  trepipig gaspistol i kaliber 11 mm avsedd för självförsvar. Vapnet som var populärt under 1920- och 1930-talen är ett av de första icke-dödliga skjuvapnen. I stället för en blykula var vapnets patroner laddade med peppar. Vapnets syfte var att göra en motståndare tillfälligt bedövad, skendöd.